# Nuoto ai Giochi della XXX Olimpiade - 200 metri misti femminili
La gara dei 200 metri misti femminili dei Giochi della XXX Olimpiade si è svolta il 30 e il 31 luglio 2012. Hanno partecipato 34 atlete.
La gara è stata vinta dalla cinese Ye Shiwen con il tempo di 2'07"57 (nuovo record olimpico), mentre l'argento e il bronzo sono andati rispettivamente ad Alicia Coutts e a Caitlin Leverenz.

## Formato
Gli atleti competono in due turni eliminatori; i migliori sedici tempi delle batterie si qualificano alla semifinale, mentre i migliori otto di queste ultime accedono alla finale.

## Record
Prima della competizione, i record olimpici e mondiali erano i seguenti:
| Record mondiale | 2'06"15 | Ariana Kukors Stati Uniti | Roma, Italia 27 luglio 2009  |
| Record olimpico | 2'08"45 | Stephanie Rice Australia  | Pechino, Cina 13 agosto 2008 |

Durante l'evento sono stati migliorati i seguenti record:
| Data      | Evento     | Atleta    | Nazione | Tempo   | Record          |
| --------- | ---------- | --------- | ------- | ------- | --------------- |
| 30 luglio | Semifinale | Ye Shiwen | Cina    | 2'08"39 | Record olimpico |
| 31 luglio | Finale     | Ye Shiwen | Cina    | 2'07"57 | Record olimpico |

## Programma
| Data      | Ora (BST/UTC+1) | Turno      |
| --------- | --------------- | ---------- |
| 30 luglio | 10:41           | Batterie   |
| 30 luglio | 20:55           | Semifinali |
| 31 luglio | 20:43           | Finale     |

## Risultati

### Batterie
| Pos. | Batteria | Corsia | Nome                    | Nazione       | Tempo   | Note |
| ---- | -------- | ------ | ----------------------- | ------------- | ------- | ---- |
| 1    | 5        | 4      | Ye Shiwen               | Cina          | 2'08"90 | Q    |
| 2    | 5        | 6      | Kirsty Coventry         | Zimbabwe      | 2'10"51 | Q    |
| 3    | 4        | 5      | Caitlin Leverenz        | Stati Uniti   | 2'10"63 | Q    |
| 4    | 4        | 3      | Katinka Hosszú          | Ungheria      | 2'10"68 | Q    |
| 5    | 4        | 4      | Alicia Coutts           | Australia     | 2'10"74 | Q    |
| 6    | 3        | 5      | Mireia Belmonte Garcia  | Spagna        | 2'11"73 | Q    |
| 7    | 3        | 4      | Ariana Kukors           | Stati Uniti   | 2'11"94 | Q    |
| 8    | 3        | 6      | Evelyn Verrasztó        | Ungheria      | 2'12"17 | Q    |
| 9    | 5        | 5      | Stephanie Rice          | Australia     | 2'12"23 | Q    |
| 10   | 5        | 3      | Hannah Miley            | Gran Bretagna | 2'12"27 | Q    |
| 11   | 3        | 2      | Theresa Michalak        | Germania      | 2'12"75 | Q    |
| 12   | 3        | 1      | Amit Ivry               | Israele       | 2'13"29 | Q,   |
| 13   | 3        | 7      | Li Jiaxing              | Cina          | 2'13"43 | Q    |
| 14   | 5        | 2      | Izumi Katō              | Giappone      | 2'13"85 | Q    |
| 15   | 4        | 2      | Beatriz Gómez Cortes    | Spagna        | 2'13"93 | Q    |
| 16   | 3        | 8      | Joanna Melo             | Brasile       | 2'14"26 | Q    |
| 17   | 3        | 3      | Erica Morningstar       | Canada        | 2'14"32 |      |
| 18   | 2        | 5      | Hanna Dzerkal'          | Ucraina       | 2'14"55 |      |
| 19   | 2        | 4      | Lisa Zaiser             | Austria       | 2'14"56 |      |
| 20   | 5        | 7      | Stina Gardell           | Svezia        | 2'14"70 |      |
| 21   | 4        | 6      | Sophie Allen            | Gran Bretagna | 2'14"72 |      |
| 22   | 2        | 7      | Sycerika McMahon        | Irlanda       | 2'14"76 |      |
| 23   | 4        | 7      | Choi Hye-Ra             | Corea del Sud | 2'14"91 |      |
| 24   | 4        | 1      | Katheryn Meaklim        | Sudafrica     | 2'15"25 |      |
| 25   | 2        | 3      | Ranohon Amanova         | Uzbekistan    | 2'15"37 |      |
| 26   | 5        | 1      | Natalie Wiegersma       | Nuova Zelanda | 2'16"24 |      |
| 27   | 2        | 2      | Erica Dittmer           | Messico       | 2'16"54 |      |
| =28  | 2        | 6      | Eyglo Osk Gustafsdottir | Islanda       | 2'16"81 |      |
| =28  | 1        | 4      | Katarína Listopadová    | Slovacchia    | 2'16"81 |      |
| 30   | 2        | 1      | Kim Daniela Pavlin      | Croazia       | 2'17"17 |      |
| 31   | 1        | 3      | Cheng Wan-Jung          | Taipei cinese | 2'17"39 |      |
| 32   | 4        | 8      | Barbora Zavadova        | Rep. Ceca     | 2'17"54 |      |
| 33   | 1        | 5      | Emilia Pikkarainen      | Finlandia     | 2'17"66 |      |
| 34   | 5        | 8      | Ekaterina Andreeva      | Russia        | 2'17"84 |      |

### Semifinali
| Pos. | Corsia | Nome                   | Nazione       | Tempo   | Note |
| ---- | ------ | ---------------------- | ------------- | ------- | ---- |
| 1    | 5      | Katinka Hosszú         | Ungheria      | 2'10"74 | Q    |
| 2    | 2      | Hannah Miley           | Gran Bretagna | 2'10"89 | Q    |
| 3    | 4      | Kirsty Coventry        | Zimbabwe      | 2'10"93 | Q    |
| 4    | 6      | Evelyn Verrasztó       | Ungheria      | 2'11"53 |      |
| 5    | 3      | Mireia Belmonte Garcia | Spagna        | 2'11"54 |      |
| 6    | 7      | Amit Ivry              | Israele       | 2'13"31 |      |
| 7    | 1      | Izumi Katō             | Giappone      | 2'14"47 |      |
| 8    | 8      | Joanna Melo            | Brasile       | 2'14"74 |      |

| Pos. | Corsia | Nome                 | Nazione     | Tempo   | Note |
| ---- | ------ | -------------------- | ----------- | ------- | ---- |
| 1    | 4      | Ye Shiwen            | Cina        | 2'08"39 | Q,   |
| 2    | 3      | Alicia Coutts        | Australia   | 2'09"83 | Q    |
| 3    | 5      | Caitlin Leverenz     | Stati Uniti | 2'10"06 | Q    |
| 4    | 6      | Ariana Kukors        | Stati Uniti | 2'10"08 | Q    |
| 5    | 2      | Stephanie Rice       | Australia   | 2'10"80 | Q    |
| 6    | 1      | Li Jiaxing           | Cina        | 2'12"69 |      |
| 7    | 7      | Theresa Michalak     | Germania    | 2'13"24 |      |
| 8    | 8      | Beatriz Gómez Cortes | Spagna      | 2'15"12 |      |

### Finale
| Pos. | Corsia | Nome             | Nazione       | Tempo   | Note |
| ---- | ------ | ---------------- | ------------- | ------- | ---- |
|      | 4      | Ye Shiwen        | Cina          | 2'07"57 | ,    |
|      | 5      | Alicia Coutts    | Australia     | 2'08"15 |      |
|      | 3      | Caitlin Leverenz | Stati Uniti   | 2'08"95 |      |
| 4    | 7      | Stephanie Rice   | Australia     | 2'09"55 |      |
| 5    | 6      | Ariana Kukors    | Stati Uniti   | 2'09"83 |      |
| 6    | 8      | Kirsty Coventry  | Zimbabwe      | 2'11"13 |      |
| 7    | 1      | Hannah Miley     | Gran Bretagna | 2'11"29 |      |
| 8    | 2      | Katinka Hosszú   | Ungheria      | 2'14"19 |      |